# 頭鋸擬鮋
頭鋸擬鮋（学名：Scorpaenopsis crenulata）是輻鰭魚綱鮋形目鮋亞目鮋科的其中一種，為熱帶海水魚，分布於西南太平洋Wallis及Futuna群島，體長可達4.9公分。棲息在底中層水域，生活習性不明。

## 扩展阅读
維基物種上的相關：頭鋸擬鮋